# Salcia (Mehedinți)
Salcia è un comune della Romania di 3213 abitanti, ubicato nel distretto di Mehedinți, nella regione storica dell'Oltenia.